# Klitzschena
Klitzschena ist ein Ortsteil von Kemberg in Sachsen-Anhalt.

## Geographie
Klitzschena liegt mit circa 4,5 Kilometern Abstand linksufrig südlich der Elbe und 3,8 km nördlich des Bergwitzer Sees. Der Ort ist vollständig von bewirtschaftetem Offenland umgeben. Im Osten der Siedlung quert die Bahnstrecke Berlin–Halle das Ortsgebiet. Die Lutherstadt Wittenberg im Nordosten ist etwa 11 km entfernt.
Im Norden führt von Osten bzw. Wachsdorf kommend der Fließgraben entlang, der hier auf etwa 600 Metern die Südgrenze des Seegrehnaer Waldes säumt und zu Beginn dieses Abschnitts das Kemberger Flieth im Nordosten aufnimmt.  Zahlreiche kleinere Gräben, die weiter westlich ebenfalls über den Fließgraben entwässern, durchziehen im Süden und Westen der Siedlung die Ackerlandschaft.
Umliegende Orte sind Seegrehna im Nordwesten, Selbitz im Westen, Bergwitz im Süden, Eutzsch mit Pannigkau im Osten sowie Pratau im Nordosten.

## Geschichte
Vom 15. bis 18. Jahrhundert diente der Ort als Vorwerk dem ab 1486 in Wittenberg residierenden Kurfürsten von Sachsen, ähnlich dem Hofgestüt Bleesern. Mit der formalen Wandlung des Gestüts in eine königlich-preußische Domäne 1816 wurde es diesem mitsamt dem Vorwerk Hohenroda angegliedert.
Von 1815 bis 1950 war Klitzschena eine Gemeinde im überwiegend preußischen Landkreis Wittenberg und nach der Gemeindeauflösung am 1. Juli 1950 Ortsteil von Bergwitz desselben Landkreises. Der Ortsteil ist vom 25. Juli 1952 bis 17. Mai 1990 mit Bergwitz Teil des Kreises Gräfenhainichen, der nach dem Ende der DDR umbenannt als Landkreis Gräfenhainichen bis zum 30. Juni 1994 fortbestand. Mit dessen Auflösung wurde Klitzschena ab 1994 wieder Teil des Landkreises Wittenberg.

## Sehenswürdigkeiten
Die spätromanische Kirche am Südrand, aber noch im Ortskern, stammt vermutlich aus dem 13. oder 14. Jahrhundert. Ihr Altarbild mit dem Titel „Die Auferstehung Christi“ ist umgeben von einer sonst reichhaltigen, barocken Ausmalung des Innenraums. Außen setzt sich der verputzte Turm von 1754 mit oktogonalem Fachwerkaufsatz und schiefergedeckter Schweifhaube optisch stark vom Feldsteinmauerwerk des Langhauses mit geradem Ostschluss ab, das seine dunkle Färbung dem Raseneisenstein verdankt. Der Kirchturm wurde 2015 saniert, dessen Fachwerkkonstruktion repariert.
Das in Backsteinbauweise errichtete Schulgebäude unmittelbar westlich der Kirche stammt von 1860.

## Galerie

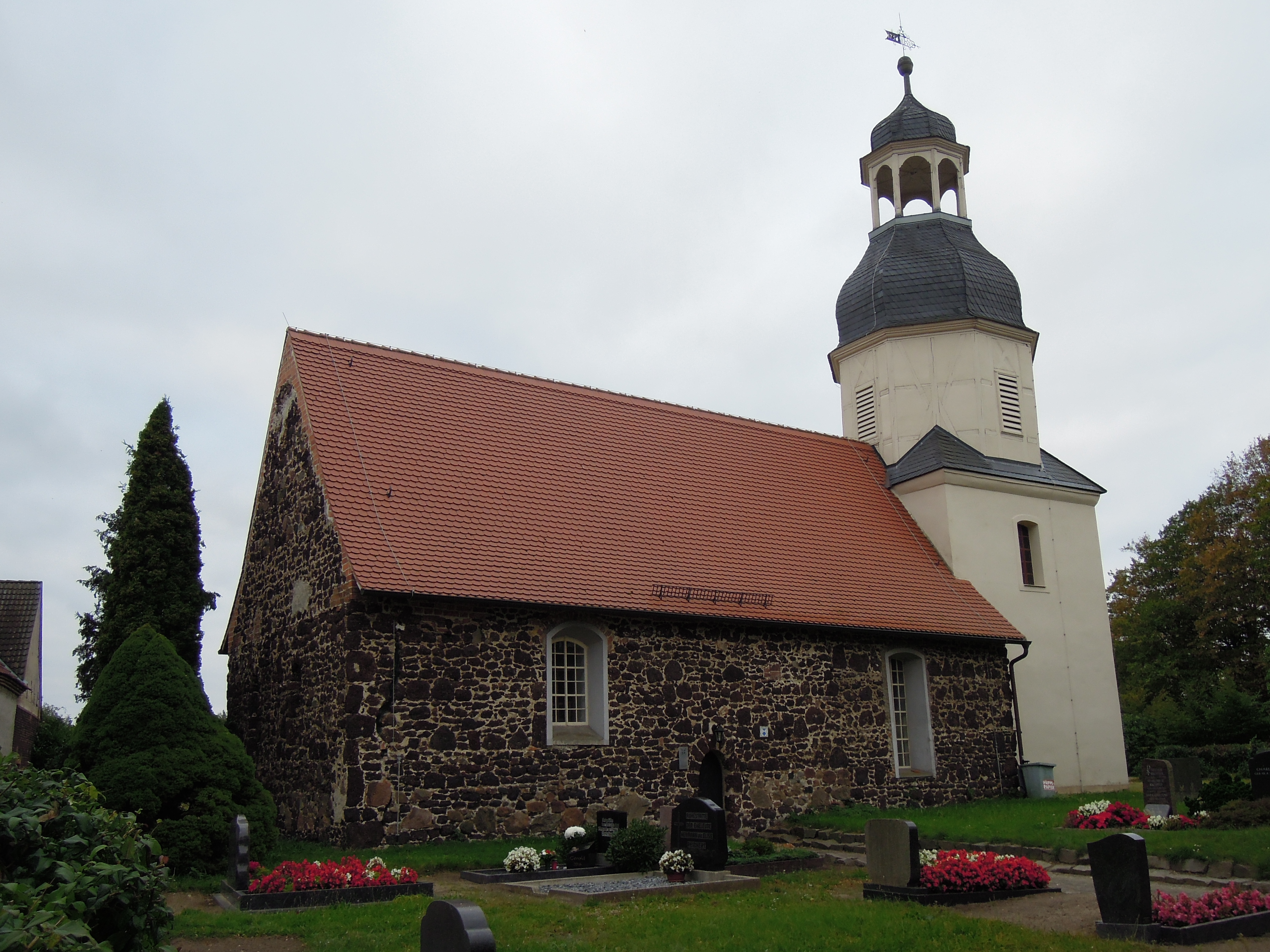
Nordostansicht der Kirche (2023)
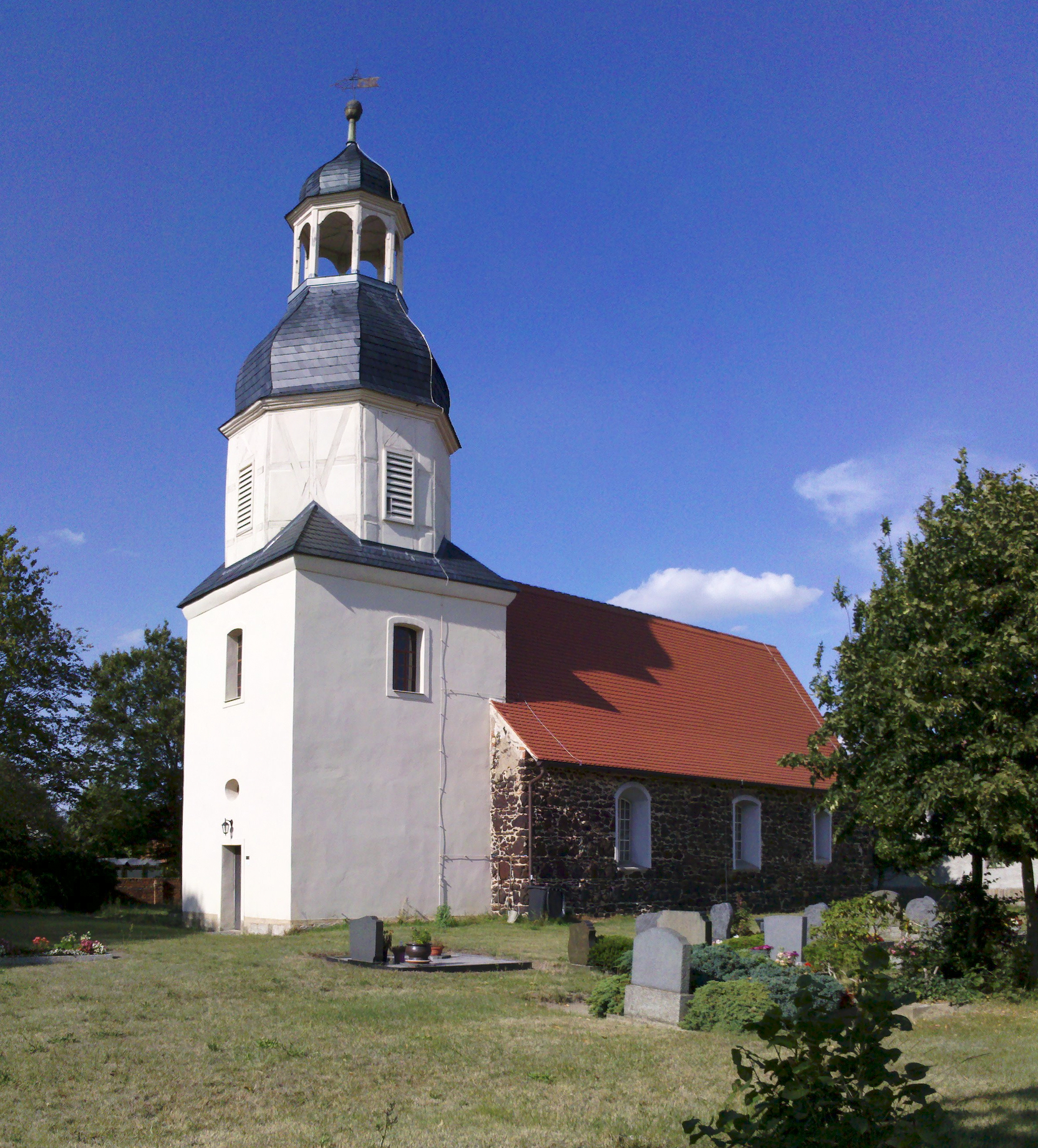
Südwestansicht (2020)
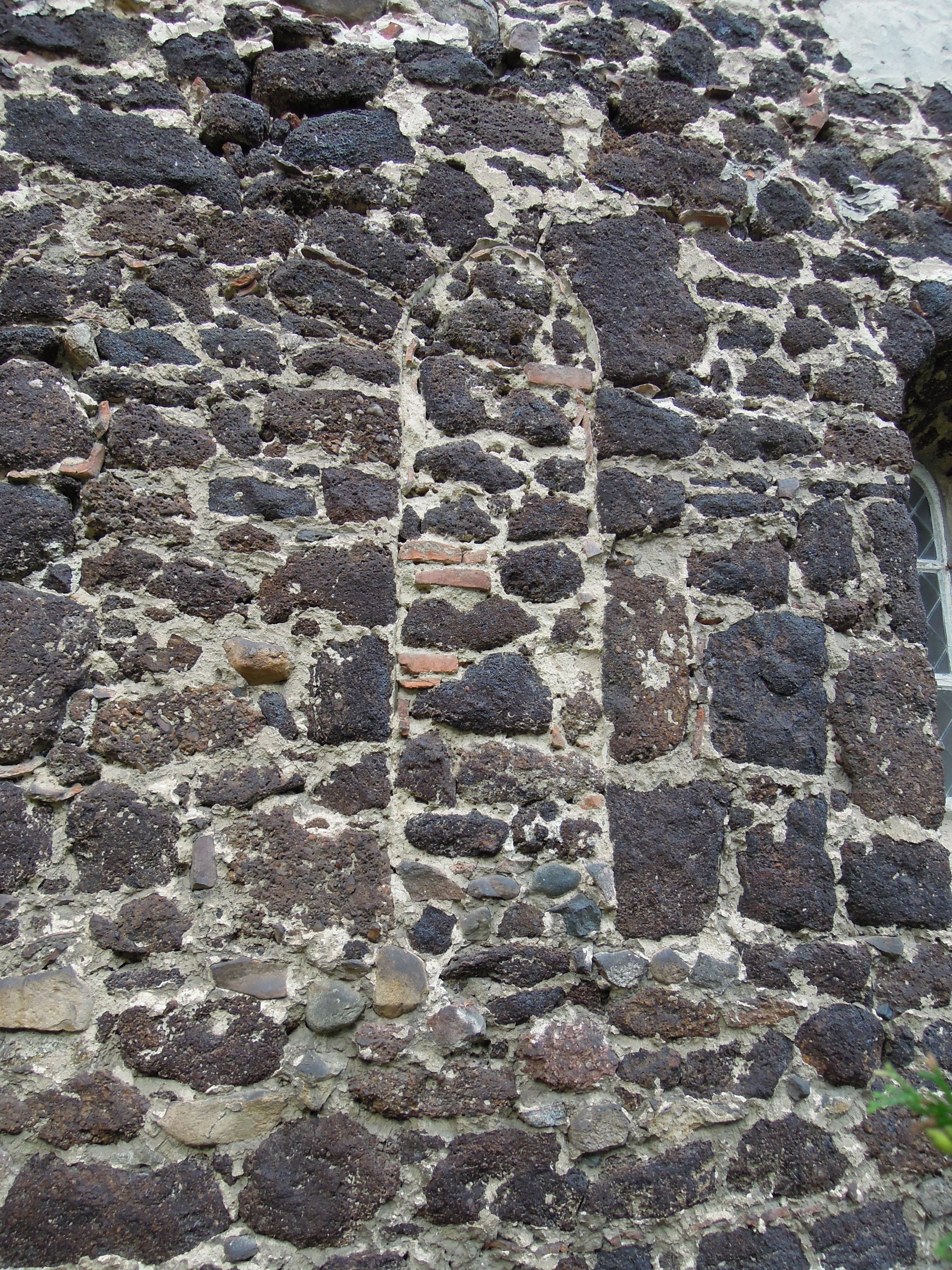
Detailaufnahme Raseneisenstein am Ostschluss (2023)
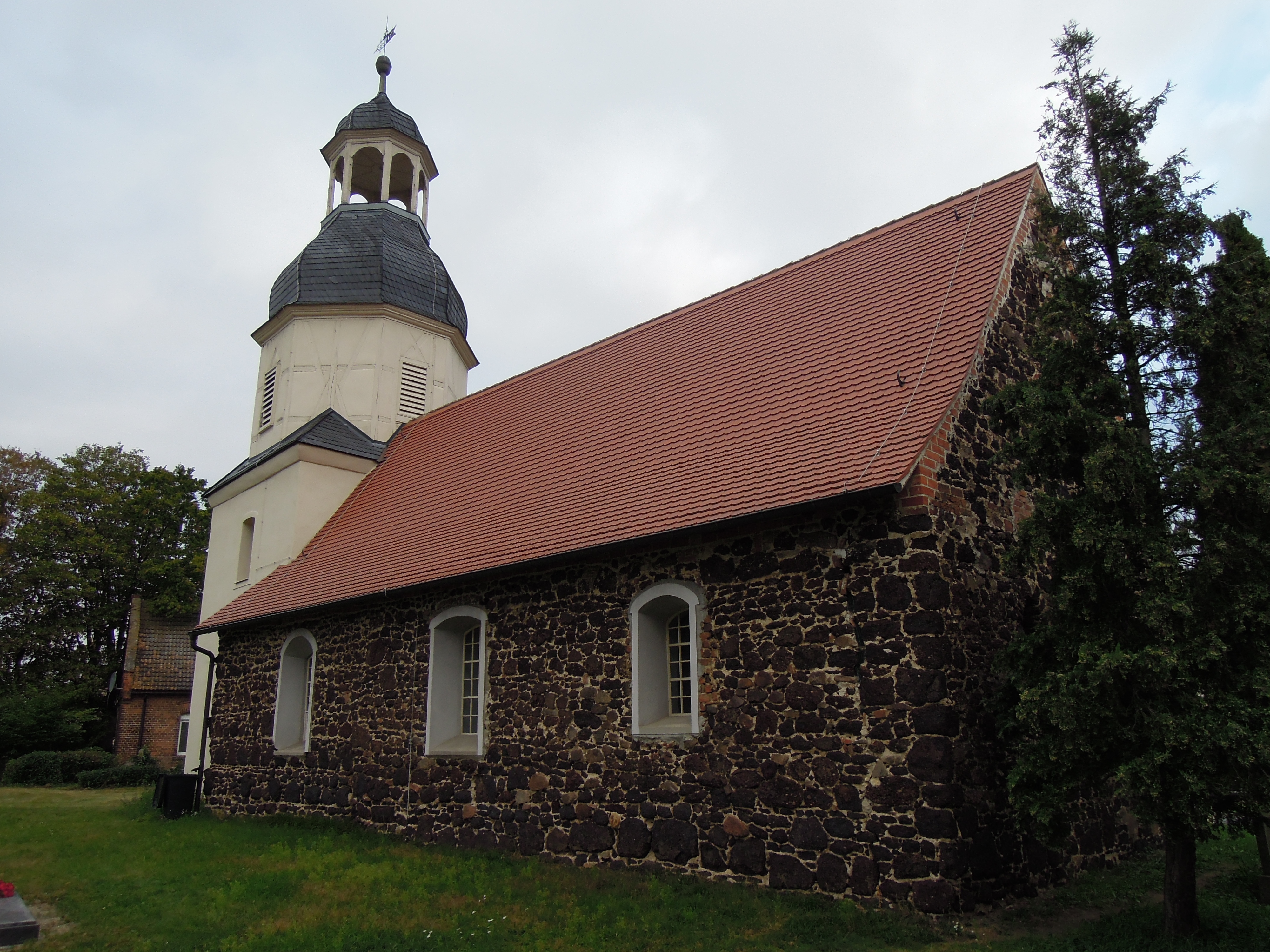
Südostansicht (2023)
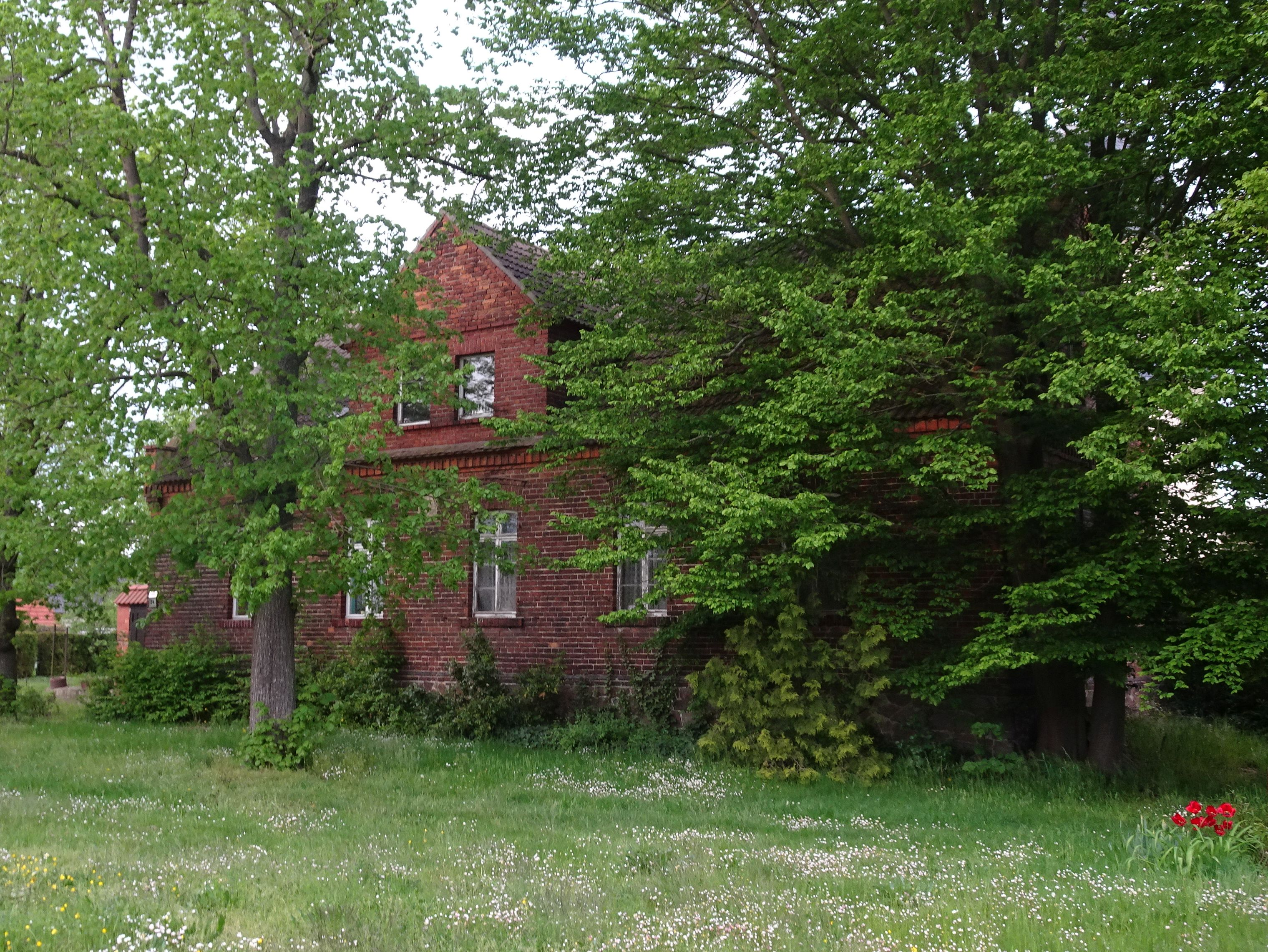
Westansicht der Schule (2021)

## Verkehr und Infrastruktur
Durch den Ort führt die Kreisstraße 2041, die ihn mit Seegrehna im Nordwesten und Bergwitz im Süden verbindet. Der nächstgelegene Anschluss an das Netz der Deutschen Bahn besteht in Bergwitz in ca. 1,8 km Entfernung. Dieser ist seit Dezember 2019 auch Teil des Mitteldeutschen Verkehrsverbundes.
Mehrere Radrouten führen durch Klitzschena, so der Europaradweg R1, die D-Routen D 3 und D 11, die Städteroute Radweg Berlin–Leipzig und die Themenrouten Radweg Deutsche Einheit nebst Kohle-Dampf-Licht-Seen.